# Mission Saint-François-d'Assise
La mission Saint-François-d'Assise (en espagnol : Misión de San Francisco de Asís) aussi connue sous le nom de mission Dolores, est une église catholique située à San Francisco, en Californie, aux États-Unis. Elle a été construite par les frères franciscains François Palóu et Pedro Benito Cambón en 1776, sous l'autorité du père président des missions de Haute-Californie, le frère Junípero Serra. Elle est classée au Registre national des lieux historiques.

## Histoire
L'explorateur José Joaquín Moraga (en) a voyagé depuis la baie de Monterey jusqu'à la baie de San Francisco le 17 juin 1776, à la tête d'une expédition comprenant les frères franciscains Francisco Palóu et Pedro Cambón. Le groupe est arrivé dix jours plus tard. Là, les religieux ont célébré la messe le 29 juin sur le lieu où sera établi le premier bâtiment de la mission Saint-François-d'Assise, qui prendra également le nom de « mission Dolores » à cause de la proximité de la crique Notre-Dame-des-Douleurs. Les Amérindiens présents sur les lieux étaient les ohlone.
Cependant, le mauvais climat du lieu, les vents forts et le brouillard dense, rendaient difficile la vie de la colonie. De plus, les maladies apportées par les Européens, comme la rougeole tuèrent de nombreux autochtones. L'hôpital Saint-Raphaël fut donc construit à San Rafael, puis transformé en mission en 1817. En 1782, la mission Saint-François-d'Assise fut déplacée en un nouveau lieu et la nouvelle église fut construite en 1791 avec l'aide des mêmes natifs.
D'autre part, certains indigènes fuyaient les règles strictes de la mission. Ils furent pourchassés et repris par les militaires, car leur travail était essentiel,.
La mission n'eut jamais un rendement agricole notable, seulement la troisième plus faible de toutes les missions californiennes,. Elle comptait malgré tout 20 000 têtes de bétail en 1803. Après la sécularisation du Mexique, son importance diminua et elle passa sous juridiction civile en 1834. L'arrivée des nombreux immigrants de la « ruée vers l'or » posa également des problèmes. La ville naissante de Yerba Buena, future San Francisco, finit par encercler la mission. Le gouvernement américain rendit les installations à l'Église catholique en 1857.
La vieille église de la mission est l'édifice le plus ancien encore intact dans toute la ville de San Francisco et la seule des 21 missions californiennes encore en état. Elle a survécu à tous les tremblements de terre du lieu, notamment le séisme de 1906 dont elle est l'une des rares structures à avoir survécu,. Il subsiste également un cimetière contenant les dépouilles des autochtones qui ont aidé à construire la mission et d'autres personnalités comme le premier gouverneur mexicain Luis Antonio Argüello (en). La mission comprend également une basilique, construite en 1918, et consacrée basilique mineure en 1952 par le pape Pie XII.

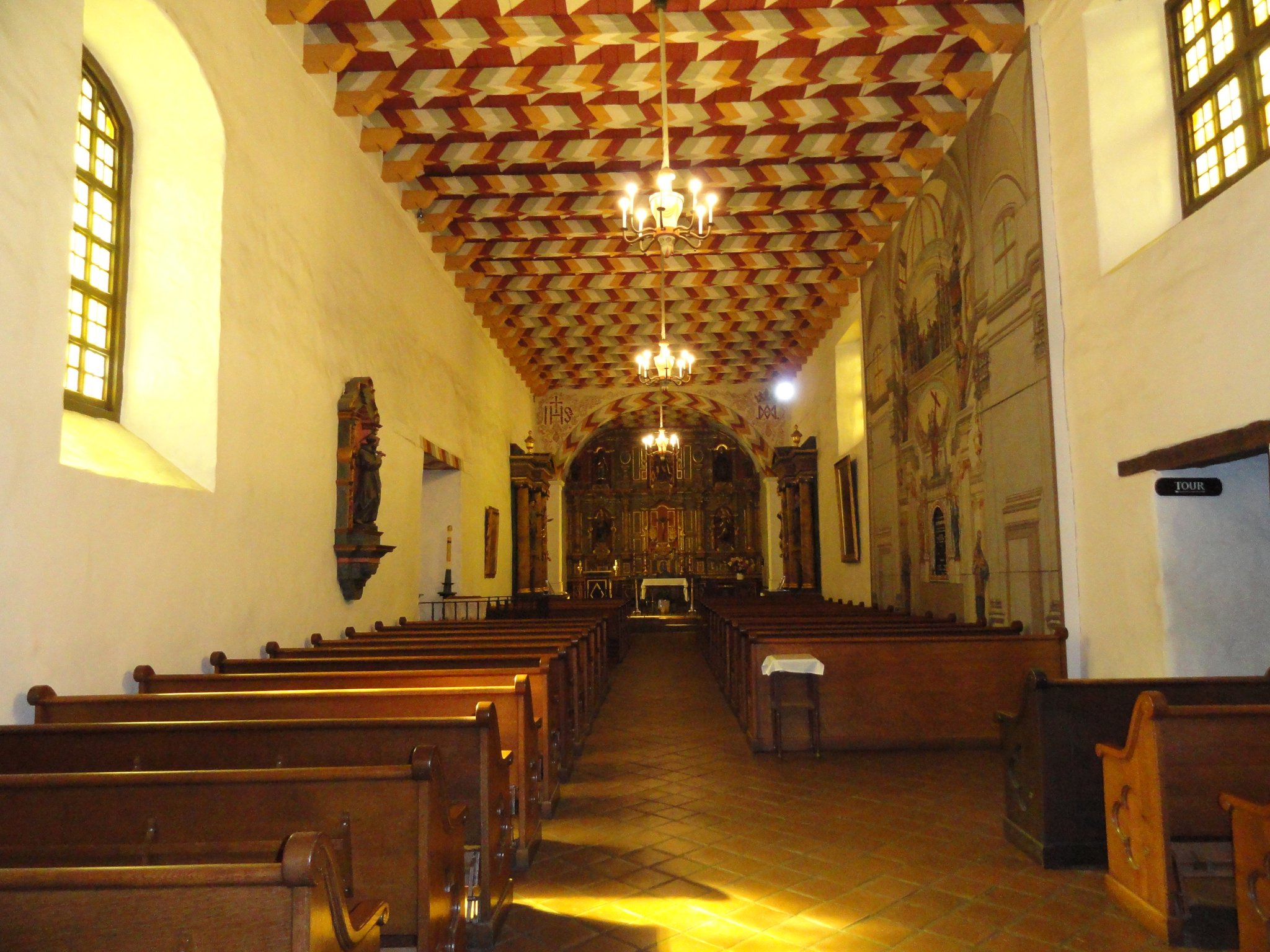
Intérieur de la chapelle.